# Pheidole brevicornis
Pheidole brevicornis är en myrart som beskrevs av Mayr 1876. Pheidole brevicornis ingår i släktet Pheidole och familjen myror. Inga underarter finns listade i Catalogue of Life.